# 王雷 (新加坡)
王雷（英語：Wang Lei，1961年5月4日—），本名王清水，是新加坡歌台藝人、演員和主持人，祖籍福建漳州东山，有「新加坡歌台一哥」之称，曾沉迷赌博并欠下巨款，后戒除了赌瘾并偿还了债务。2020年4月，即嚴重特殊傳染性肺炎疫情期間，他通過臉書直播平臺直播販賣魚類等食品并在新加坡、马来西亚、臺灣和中国大陆走紅，被網友稱爲「賣魚哥」，綽號陳雷。

## 生平

### 早年
王雷在读小学五年级的时候便开始打杂工赚钱，小学毕业后他没有继续学业，而是出社会去工作。
18岁那年，王雷服完兵役，搬运饮料打工赚钱，然后在别人的推荐下，用一天的薪水赌马，并且赢得了相当他一个月薪水的奖金，体验到赌博赢钱快感后的王雷从此开始赌博。
几年后，他在一次打電話的過程中因爲電話串線偶然結識了他現在的妻子Florence，並於1984年舉行了婚禮。不过由于是打杂工，所以工资很低，加上王雷偶尔赌博，导致生活过得很艰苦，有时候温饱都成为问题，期间曾经为了给即将升上中学的大女儿买电子词典而去借钱。

### 出道
1998年，38岁的王雷为了赢得奖金参加了新加坡马西岭民众联络所举办的歌唱比赛。比赛结束后，他获得了第二名并受到其中一位评委谢金石的赏识，谢金石引荐他到歌台工作。出道不久后，王雷因为擅长模仿台湾歌手陈雷而受到欢迎，因而托命理学家将自己的名字改为“王雷”。当时的他一个月有接近150场歌台演出，月收入接近5000新加坡元，后来还到邻国马来西亚和印度尼西亚表演。

### 沾染赌瘾
但后来，王雷开始赌博成瘾，赌博频率越来越高，金额也越来越大，一度通宵参与赌博，也曾因为赌博而演出迟到。后来他把歌台演出的工资输光了，还借贷、典当物品去赌博。而他也因为拖欠贷款，被一些债主找上门，他只能向新债主借钱去还旧债主。但由于拖欠的金额太多，他无法在短时间内依靠自己的工资还清。2004年，王雷的母亲患上癌症，而王雷在帮母亲拿医药费时赌瘾发作，拿着母亲的医药费到赌场赌博，后来接到他哥哥的电话赶到医院时，母亲已经离世。王雷对此很自责，坦言当时的自己不仅不是一个好父亲，还不是一个好儿子。他也下定决心要戒掉赌博，但是一段时间后又抵制不住诱惑，重新开始赌博。后来，王雷在导演梁智强的引荐下向影视界发展，成为了电影演员，参演《突然发财》，在片中饰演配角馬票良。王雷在接受新傳媒U頻道的采访时表示，自己在2008年到2010年这三年期间沉迷赌博最严重，期间有尝试戒掉赌博，但过了一段时间后又会重新开始赌博。2014年，王雷赴马来西亚拍摄电影《东主有喜》，时逢2014年國際足協世界盃，王雷一开始没有参与赌博，但他拿到片酬后却走进赌场，将本来计划用于还欠款的10多万馬來西亞令吉的片酬全部输光。事后王雷感到非常后悔，欲跳楼轻生，这时他接到妻子的电话，在妻子的劝说下放弃了轻生的念头，并更加坚定了戒赌的决心，主动让各赌场将自己列入黑名单，不再参加赌博。2015年，王雷终于还清了债务，2019年，他又还清了车贷和房贷。目前王雷也协助新加坡全国预防嗜赌理事会 (NCPG) 拍摄劝善戒赌公益宣传片，影片通常会在新加坡电视台与各家中文电台播出。2023年，还曾经与大马歌手黄明志合作劝诫赌徒的歌曲《二十楼》

### 成为“卖鱼哥”
2020年2月开始，由于嚴重特殊傳染性肺炎疫情越来越严重，新加坡政府也采取了一些措施来防控疫情，其中就包括禁止人数过多的集会等阻断措施，王雷的工作亦因此搁置，无法进行演出。4月份时，王雷的一个渔夫朋友亦因为疫情的原因，鱼卖不出去，便让王雷帮忙通过网络直播做广告。王雷在此期间主要通过臉書直播，但一开始观看直播的人数并不多。而这时有朱振亿等观众开始向王雷提出诸如「你的鲍鱼有没有读过大学」、「有四文鱼吗」、「你的魚可以買來放生嗎」、「有防火金紙嗎」、「可以唱《大悲咒》嗎」、「金紙燒不完可以放冰箱嗎」等无厘头问题以及「今天買，晚上走」、「吃了你的月餅沒看見嫦娥，只看到菩薩」、「吃了你的魚肝油我的阿公復活了」等評價，王雷在回应这些问题或評價时也常伴有粗话，比如闽南语的「恁父」、「姦恁娘」、「轟乾」等。网友们的搞笑问题及王雷富有个性的回复，使其直播方式愈加独特，观看人数亦逐渐增多。自此，王雷开始走红，并得到了「卖鱼哥」的称呼。第五次直播时观看人数已从一开始的6000多人升到6万多人，网友朱振亿也常把王雷的直播过程剪成影片，让更多人所熟知，王雷也时常对其进行调侃（後來朱振亿更簽入王雷的旗下公司）。观众多来自新加坡、马来西亚和中国大陆、台灣等地，平均每天有两百至三百人购买他的海产。其后王雷也开始在中国大陆活动，在微博、抖音等平台进行直播宣传卖货。
在网路卖鱼方面，王雷一开始是手动抄写收件人資料和购买项目，耗时耗力，后来在他的儿子和侄子的帮忙下改用在线表单工具，提高了效率，他也在直播卖鱼的过程中学习了一些基础的计算机和智能手机的操作。

## 作品
| 电影标题                | 上映年份 | 导演           | 扮演角色  |
| ----------------------- | -------- | -------------- | --------- |
| 突然发财                | 2004年   | 梁智强         | 马票良    |
| 881                     | 2007年   | 陳子謙         | 王雷      |
| 吓到笑                  | 2009年   | 梁智強         | 阿雷      |
| 鬼也笑                  | 2011年   | 巫培雙、李國煌 | 阿雷      |
| 新兵正传                | 2012年   | 梁智強         | Ken的舅舅 |
| 新兵正传II              | 2013年   | 梁智強         | Ken的舅舅 |
| 人人有份                | 2013年   | 李天仁         | 王先生    |
| 新兵正传III：蛙人传     | 2015年   | 梁智強         | Ken的舅舅 |
| 東主有喜                | 2015年   | 李勇昌         | 楊東      |
| 我们的故事              | 2016年   | 梁智强         | 四叔      |
| 我们的故事2             | 2016年   | 梁智强         | 四叔      |
| 好世谋2                 | 2020年   | 鄭各評         | 惠英雄    |
| 我們的故事之沉默的年代  | 2020年   | 梁智強         | 劉順中    |
| 我們的故事之沉默的年代2 | 2021年   | 梁智強         | 劉順中    |
| 扑克王者                | 2024年   | 赖健雄         | 七爸      |

### 專輯
| 發行日期 | 專輯名稱           | 唱片公司 | 曲目                                                                                    |
| -------- | ------------------ | -------- | --------------------------------------------------------------------------------------- |
| 2000年   | 《西公歌》         | 风潮唱片 | 曲目 西公歌(1) 人生的脚步 十八王公 先飲才個講 好额與窮赤                                |
|          | 《人生數十年》     | [[ ]]    | 曲目 1. 人生數十年(1) 2. 心醉 3. 酒膽 4. 最愛你一個人 5. 感謝你祝福 6. 撲仔聲加催落     |
|          | 《何必來犧牲》     | [[ ]]    | 曲目 1. 何必來犧牲(1) 2. 忍受一切 3. 無奈的注定 4. 擱等三年 5. 歡喜的目屎 6. 戀愛追追追 |
|          | 《愛就是給你滿足》 | [[ ]]    | 曲目 1. 一枚戒指(1) 2. 三年的等待 3. 山頂所在 4. 酒醉固定人 5. 愛的抗議                 |
|          | 《賣魚歌》         | [[ ]]    | 曲目 1. 賣魚歌(1) 2. 贺新年 3. 恭喜恭喜                                                 |

2016年8月，王雷参与拍摄了由新加坡全国预防嗜赌理事会策划，梁智强执导的戒赌宣传片《王雷的故事》。在宣传片中，王雷讲述了自己沉迷赌博到戒除赌博的亲身经历，告诫众人不要接触赌博，因为小赌不是怡情，而是在造就大赌。
2020年7月，因直播卖鱼而受欢迎的王雷发布了自己出演的音乐影片《卖鱼歌》，该歌曲由黎沸挥作曲，梁智强作词，王雷演唱。

## 争议

### 遭新加坡食品局传唤
2020年7月21日，王雷被新加坡食品局传唤去录口供，理由是在家里抓鱼没有带手套。对于新加坡食品局的做法，王雷认为不合理，并表示自己不会去做违法的事情。

### 直播被批对佛教不敬
2020年11月8日，一段“卖鱼哥”王雷摄于9月份的直播片段被疯传，有公众认为内容用词及表达形式不当，指王雷与搭档朱振亿当时的表演对佛教不敬。王雷在直播节目重复念诵“南无观世音菩萨”或“南無阿彌陀佛”引批评，还拿木制锅铲敲打平底锅，对着朱振亿念诵“南无观世音菩萨”，后者最初显得不知所措，之后也配合王雷把手摆在胸前，频频弯腰，仿佛虚心接受包含粗话的“加持”。王雷受访时说，若他的行为令佛教徒感到不适，愿在此道歉。他也指影片中的字幕有误，澄清自己并不是在念《大悲咒》，但他表示网络上也有他人以这种方式帮人庆生等，是开玩笑的段子。王雷也强调，无意冒犯佛教徒，但指此影片是在9月份拍摄，如今再度被人翻出做文章，略感无奈。

### 「卖鱼哥」商标被盗用
2020年10月，王雷因运送到中国的「卖鱼哥」咖啡被退回，让他蒙受巨款损失，在查询其在中国注册申请商标时，被告知商标已在同年6月被一位冯姓福建省人抢先注册后，开始打官司。2021年3月3日，王雷在社交平台上申诉，他在中国的律师告知他上诉失败，使他在中国大陆的商标由正版变成翻版。他在Facebook发文怒斥遇到有执照的强盗，自己辛辛苦苦打来的江山，被人光明正大的抢去，更张贴过去的照片作证，表示他自去年4月便开始使用「卖鱼哥」商标。他呼吁这位冯姓老板能归还回他的商标，同时号召广大网民帮助他上诉和提醒粉丝别上当。王雷的团队随后对此取得「卖鱼哥」商标原创者的马来西亚网友James授权书证明，表明将会再次对中国当局提出上诉。但他也坦言这场官司或较难胜诉，如果这次上诉再被驳回，他唯有再重新设计一个商标。官司前后经历6个月，王雷于6月19日透露在官司上花费几万新加坡元，终于成功夺回「卖鱼哥」商标版权证书。

### 教法国人骂粗话挨轰
2021年12月，王雷受邀到法国直播带货，之后TikTok流出一段影片，标题上打着“王雷在法国‘传播’我们的‘文化’”，教老外說骂人的福建話的粗言穢語，老外语气亢奋，边骂边手势齐放，相信未必了解原意。此举引爆TikTok网友热议，炮轰王雷丢尽新加坡人的脸。
当中，一名读者萧先生（专业人士）致电《新明日报》发表意见，对于王雷在法国教老外說粗言穢語举动表示不敢苟同，他义正言辞说：“王雷不久前不是还以‘作家’身份出席作家节吗？既然受委任代表‘新加坡作家’，在海外怎么可以不顾及新加坡人的形象，做出这么有损国家名声的事，实在太要不得！”

## 著作
- 路边歌王雷动舞台（英語：Wang Lei: Tales from the Night），（2018）ISBN 978-981-48-2495-8